# دختر شیطان (فیلم ۱۳۹۶)
دختر شیطان فیلمی به کارگردانی، تهیه‌کنندگی و نویسندگی قربان محمدپور محصول سال ۱۳۹۶ است.
این فیلم محصول مشترک سینمای ایران و بالیوود است، سونو نیگام و آرجیت سینگ خواننده ۲ ترانه از ۶ ترانه این فیلم هستند بخش‌هایی از این فیلم که شامل چهل و پنج جلسه فیلمبرداری بوده، در کشور هند و در شهر بمبئی انجام شده‌است.

## بازیگران
- حمید فرخ‌نژاد
- ایشا گوپتا
- جکی شروف
- گلشن گروور
- سیمران میشکروتی
- محمدرضا شریفی‌نیا
- فردین حفیظی

## خلاصه داستان
یکی از دختران شیطان (جکی شروف) که نامش لبینی (ایشا گوپتا) است، تصمیم به ادامه راه پدرش و مقابله با خدا و دشمنی با انسان را ندارد و توبه می‌کند. خدا برای پذیرش توبه‌اش شرطی می‌گذارد، شرط او این است که به یکی از انسان‌های بسیار پاک دنیا سجده کند. او برای انجام این کار به کمک احتیاج دارد، بنابرین به سراغ فردی به نام فرهاد (حمید فرخ‌نژاد) می‌رود و درخواست کمک از او را می‌کند تا دنبال انسانی پاک بگردند.